# Metronomy
Metronomy es un grupo de música electrónica creado por Joseph Mount en Totnes, Devon, Inglaterra en 1999. Los miembros actuales de la banda son Joseph Mount (compositor, cantante, teclados y guitarra), Oscar Cash (saxofón, coros y teclados), Anna Prior (batería y coros), Olugbenga Adelekan (bajo) y Michael Lovett (teclados, coros y guitarra). Su música consiste en música electrónica instrumental y, después del lanzamiento de Nights Out, también incluye música vocal. Mount también hace exitosos remixes en nombre de Metronomy a artistas como Roots Manuva, Franz Ferdinand, Klaxons, Goldfrapp, The Young Knives, Zero 7, Ladytron, Kate Nash y Lykke Li.
Metronomy ha sacado al mercado, hasta ahora, siete álbumes, Pip Paine (Pay The £5000 You Owe), Nights Out, The English Riviera, Love Letters, Summer 08, Metronomy Forever y Small World. También un EP, You Could Easily Have Me y sencillos: "Radio Ladio", "Heartbreaker" y "Not Made For Love", entre otros. Han subido algunos remixes a su página de Facebook. The English Riviera fue lanzado en abril de 2011 y Love Letters, en marzo de 2014, Summer 08 con un enfoque dance pop, en 2016; Metronomy Forever, en 2019; y, Small World en 2022, su último álbum hasta la fecha.

## Discografía

### Álbumes
- Pip Paine (Pay The £5000 You Owe) - Holiphonic (2006)
- Nights Out - Because Music (2008) - UK #106[1]
- The English Riviera - Because Music (2011)
- Love Letters - Because Music (2014)
- Summer 08 - Because Music (2016)
- Metronomy Forever - Because Music (2019)
- Small World - Because Music (2022)

### EP
- Wonders (2005, Wonders/Holiphonic)
- You Could Easily Have Me (2006, Holiphonic) Vídeo
- Heartbreaker Vs. Holiday (2008, Because Music) Vídeo
- Not Made for Love (2009, Because Music)
- Green Room (2012, Because Music)
- Posse, Vol. 1 (2021)
- Posse, Vol. 2 (2024)

### Sencillos
- "Trick Or Treatz" - Voz: Virginia Lipinski - (11 de septiembre de 2006)- Holiphonic Vídeo
- "Radio Ladio" - (12 de noviembre de 2007) - Need Now Future Records Vídeo
- "My Heart Rate Rapid" - (7 de abril de 2008) - Because Music Vídeo
- "Holiday" - (7 de julio de 2008) - Because Music Vídeo
- "A Thing For Me" (2008) Vídeo
- "Radio Ladio" (Relanzamiento) (2009) Vídeo
- "She Wants" Video
- "The Look" (2011)
- "The Bay" (2011)
- "Everything Goes My Way" (2011)
- "I'm Aquarius" (2013)
- "Old Skool" (2016)
- "Lately" (2019)

### Remixes
2005
- Magnet – "Hold On"
- Temposhark – "Not That Big"
- Roots Manuva – "Awfully Deep (Lambeth Blues)"
- Sébastien Tellier – "La Ritournelle"
- Franz Ferdinand – "Do You Want To"
- Dead Disco – "The Treatment"

2006
- Gorillaz – "El Mañana"
- Ladytron – "Sugar"
- The Young Knives – "Weekends and Bleak Days (Hot Summer)"
- Zero 7 feat. José González – "Futures"
- Box Codax – "Naked Smile"
- Max Sedgley – "Slowly"
- Architecture in Helsinki – "Do the Whirlwind"
- Charlie Alex March – "Piano Song"
- Infadels – "Love Like Semtex"
- Klaxons – "Atlantis to Interzone"

2007
- Love Is All - "Spinning and Scratching"
- Charlotte Gainsbourg – "5:55"
- Get Cape. Wear Cape. Fly – "I-Spy"
- Good Shoes – "Morden"
- Hot Club de Paris – "Clockwork Toy"
- Kate Nash – "Foundations"
- DNTEL – "The Distance"
- Late of the Pier - "The Bears Are Coming"

2008
- Lykke Li - "I'm Good I'm Gone"
- Goldfrapp - "Happiness"
- Midnight Juggernauts - "Into the Galaxy"
- K.D. Lang - "Coming Home"
- Ximena Sariñana - "La tina"
- CSS – "Move"

2009
- Joakim - "Spiders"

2010
- Diplo - "Newsflash"
- Air – "So Light Is Her Footfall"

2011
- The Very Best – "Warm Heart Of Africa"
- Lady Gaga - "Yoü and I"

### Producciones discográficas
- Charlie Alex March – "In The End" (2007)
- Roots Manuva – "Let The Spirit" – Slime & Reason (2008)
- Sophie Ellis-Bextor – "Make A Scene" – Make a Scene (2011)
- Nicola Roberts – "I" and "Fish Out Of Water" – Cinderella's Eyes (2011)
- Your Twenties – "Long Forgotten Boy" + Posiblemente la totalidad del álbum.

### Otros remixes y versiones
Metronomy ha usado su página de MySpace para promocionar y colgar música. Joseph ha subido remixes y versiones de Britney Spears, Bright Eyes y U2, así como su propia música.
- Britney Spears – "Toxic"
- Bright Eyes - "Gold Mine Gutted"
- The Cure - "Fascination Street"
- U2 - "City Of Blinding Lights"
- Scissor Sisters - "Other Side"
- The Customers - "Morning Sickness"
- Empire of the Sun - "We Are The People"